# Burg Schwarzenborn
Die Burg Schwarzenborn ist eine verschwundene Burg der Grafen von Ziegenhain im Stadtgebiet von Schwarzenborn (Knüll) im nordhessischen Schwalm-Eder-Kreis.

## Geographische Lage
Wenn die überlieferte Lage der Burg korrekt ist, so stand sie südlich außerhalb der Altstadt und deren Stadtmauern, auf 491 m Höhe etwa im Bereich des heutigen Hauses Kirchgasse 25. Heute sind keinerlei Reste mehr vorhanden, und beim derzeitigen Forschungsstand sind Aussagen über ihre Gestalt nicht möglich.

## Geschichte
Anfang des 14. Jahrhunderts ließ Graf Johann I. von Ziegenhain am Südrand der damaligen Dorfsiedlung von Schwarzenborn eine Niederungsburg errichten, die als östlicher Stützpunkt des ziegenhainischen Territoriums diente. Gleichzeitig begann auch die planmäßige Erweiterung des Orts zur Stadt, und schon 1311 wurde ein Schultheiß der Grafen von Ziegenhain in Schwarzenborn erwähnt. Die Burg selbst wurde erstmals im Jahre 1340 schriftlich bekundet, als Heinrich von Beisheim dort ziegenhainscher Burgmann wurde. Später beurkundete Schwarzenborner Burgmannen waren Simon von Waldenstein und seine Erben (ab 1343), Werner von Leimbach (ab 1348), Heinrich mit der Hand (ebenfalls ab 1348) und Simon von Schlitz (1349). Nachdem die Gerichtsherrschaft im Gericht Oberaula 1366 zwischen der Reichsabtei Fulda und der Grafschaft Ziegenhain geteilt worden war, wurde die Burg Schwarzenborn Verwaltungsmittelpunkt für die den Grafen von Ziegenhain zustehenden Güter, Gülten und Renten des Gerichts Oberaula; Amtmann war der Schultheiß in Schwarzenborn, der zugleich die Gerichtsfunktionen im Stadtgericht und im Gericht Oberaula in gräflichem Auftrag ausübte.
Dass die Burg im Sternerkrieg von Truppen des Landgrafen Herrmann II. 1372 zumindest teilweise zerstört und dann wieder hergerichtet wurde, ist sehr zweifelhaft. Tatsächlich fielen die Burgmannen und Besatzung von Schwarzenborn Anfang April 1373 in das Gericht in der Rohrbach, das spätere Gericht Ludwigseck, ein und plünderten und verbrannten die dortigen Dörfer. Der letzte Graf von Ziegenhain, der 1450 ohne leibliche Erben verstorbene Johann II., bestimmte die Burg und Stadt Schwarzenborn, ebenso wie die Burgen und Städte Ziegenhain und Rauschenberg, als Teil des Wittums seiner Gemahlin Elisabeth († 1462).
Erst 1469, im Verlauf des Hessischen Bruderkriegs, wurde die Burg, wie nahezu die gesamte Stadt Schwarzenborn, von den Leuten Ludwigs II. niedergebrannt und vollkommen zerstört. Da sie keine strategische Bedeutung mehr hatte, wurde sie nicht erneuert.

## Nachfolgebauten
Im Jahre 1552 entstand an der Stelle der zerstörten Burg das neue Rathaus der Stadt. Es fiel dem verheerenden Stadtbrand im Juli 1636 zum Opfer, als Truppen des kaiserlichen Generals Johann von Götzen bei ihrem Durchzug durch die Schwalm erst Neukirchen und dann Schwarzenborn plünderten und brandschatzten.
Ein angeblich auf den Trümmern des Rathauses errichteter Hof wurde noch 1826, wohl eher in nostalgischer Erinnerung, als Burg bezeichnet.